# استياء (فلم)
استياء (بالإنجليزية: Indignation) هو فيلم حركة تم إنتاجه في الولايات المتحدة وصدر في سنة 2016. من بطولة لوجان ليرمان وسارة جادون وبن روزنفيلد.

## القصة
تعود قصة الفيلم للعام 1951، حيث يكون بطل الفيلم ماركوس ميسنر (لوجان ليرمان) ابناً مثالياً لجزار متواضع من نيوارك يترك مدينته ويتوجه للدراسة في كلية بسيطة ومحافظة دينياً في أوهايو لدراسة المحاماة بكلية صغيرة محافظة، يتعرف هناك على فتاة حسناء تُسمى أوليفا (سارة جادون). ومع شجاعة أوليفا الجنسية خلال العلاقة، إلا أن علاقتهما كانت مترددة بين المقاطعة والعودة، إلا أن أم ماركوس لم تبدي ارتياحها للفتاة نتيجة لظهور آثاراً لمحاولتها الانتحار على ذراعها، مما جعل لقرار الأم تأثيراً على توقف العلاقة الحميمة، وتدهور حالة أوليفا النفسية مجدداً. ترافق كل ذلك مع مشاكل واجهت ماركوس اليهودي الأصل، والذي يعتبر نفسه ملحداً، وخاصة مع عميد الكلية وحضور المحاضرات الدينية الإجبارية بالجامعة، مما جعل كل هذه الأحداث تؤدي إلى طرده من الكلية، وانضمامه كجندي في الحرب الكورية.

## الميزانية والإيرادات
حقق إيرادات تقدر بـ 3.4 مليون دولار.

## وصلات خارجية
- استياء على موقع IMDb (الإنجليزية)
- استياء على موقع ميتاكريتيك (الإنجليزية)
- استياء على موقع روتن توميتوز (الإنجليزية)
- استياء على موقع قاعدة بيانات الأفلام العربية
- استياء على موقع ألو سيني (الفرنسية)
- استياء على موقع Turner Classic Movies (الإنجليزية)
- استياء على موقع أول موفي (الإنجليزية)
- استياء على موقع بوكس أوفيس موجو (الإنجليزية)
- استياء على موقع فيلمافينيتي (الإسبانية)
- استياء على موقع قاعدة بيانات الأفلام السويدية (السويدية)